# Celosia procumbens
Celosia procumbens är en amarantväxtart som beskrevs av Nikolaus Joseph von Jacquin. Celosia procumbens ingår i släktet celosior, och familjen amarantväxter. Inga underarter finns listade i Catalogue of Life.